# Sociedad Deportiva Ponferradina
La Sociedad Deportiva Ponferradina és un club de futbol de Castella i Lleó, de la ciutat de Ponferrada (El Bierzo). Actualment juga a la Segona divisió espanyola de futbol. El club va ser fundat el 7 de juny de 1922. El primer president fou Eustaquio López Boto. La seva millor temporada fou la 2005-2006 en la qual l'equip assolí l'ascens a Segona Divisió.
L'Estadi Municipal El Toralín va ser inaugurat el 5 de setembre de 2000 davant el Celta de Vigo. Anteriorment jugà a Fuentesnuevas (1975-2000).

## Dades del club
- Temporades a Primera divisió: 0
- Temporades a Segona divisió espanyola de futbol: 4
  - Millor posició a la lliga: 7è (Segona divisió espanyola, temporada 2012-13)
  - Pitjor posició a la lliga: 21è (Segona divisió espanyola, temporada 2010-11)
- Temporades a Segona divisió B: 18
- Temporades a Tercera divisió: 46

## Palmarès
- Segona divisió B (1): 2004-05, 2007-08, 2009-10
- Tercera divisió (3): 1957-58, 1965-66, 1986-87